# Pečarovci
Pečarovci (mađarski: Szentsebestyén, njemački: Sankt Sebastian) je naselje u slovenskoj Općini Puconcima. Pečarovci se nalazi u pokrajini Prekomurju i statističkoj regiji Pomurju. 

## Stanovništvo
Prema popisu stanovništva iz 2002. godine naselje je imalo 414 stanovnika.